# Haslet (Texas)
Haslet város az USA Texas államában, Tarrant és Denton megyében. Lakosainak száma 1952 fő (2020. április 1.).

## Népesség
A település népességének változása:

| 2010 | 1 517 |
| 2020 | 1 952 |